# Herodes Antipas
Herodes Antipas, tetrark ("fjärdingsfurste"; lydfurste under den romerske kejsaren)  av Galiléen och Peréen, son till Herodes den store och Maltake. Han regerade efter sin fars död (omkr 4 f.Kr.) över en tredjedel av faderns rike. Han avsattes 39 e.Kr. Han kallas även Herodes Tetrarken.
I Nya testamentet berättas att Herodes Antipas gifte sig med sin halvbror Herodes Filippos hustru Herodias, vilket Johannes Döparen häftigt kritiserade och därför avrättades för. Även den judiske historikern Josefus Flavius beskriver Herodes Antipas okonventionella äktenskap och därtill vittgående politiska konsekvenser av detta. I samma sammanhang nämns den politiska avrättningen av Johannes Döparen, dock utan redogörelse för trätopunkterna dem emellan. Som skäl till avrättningen anges endast att Johannes samlade stora skaror anhängare, och Herodes Antipas var rädd att han skulle starta ett uppror, trots att Johannes beskrivs som en from och rättfärdig man snarare än en politisk agitator.
Herodes Antipas omtalas i Lukas 23:6–12 i samband med den rättsliga processen mot Jesus då Pontius Pilatus försöker föra över ansvaret att döma Jesus på Herodes.